# Морски вълк
Лаврак или морски вълк (Dicentrarchus labrax) е вид лъчеперка от семейство Moronidae.

## Разпространение
Рибата е морска, но понякога млади риби навлизат от морето/океана в речни устия, поради което се среща и в сладководна вода. Лавракът предпочита субтропически климат, в Европа се среща най-често както във водите на Атлантическия океан (от Норвегия до Мароко) така и в тези на Средиземно и Черно море.
Видът е разпространен в Албания, Алжир, Белгия, Босна и Херцеговина, България, Великобритания, Германия, Гибралтар, Грузия, Гърнси, Гърция, Дания, Джърси, Египет, Израел, Ирландия, Испания, Италия, Кипър, Либия, Ливан, Ман, Мароко, Монако, Нидерландия, Норвегия, Палестина, Португалия, Румъния, Русия, Сирия, Словения, Сърбия, Тунис, Турция, Украйна, Фарьорски острови, Франция, Хърватия, Черна гора и Швеция.
В различни средиземноморски страни лавракът бива развъждан, както в отворени клетки в морето, така и в затворени помещения с басейн(и), където бива хранен с друга риба. Няма разлика във вкуса на морския лаврак и такъв от развъдник.